# 张树营
张树营（1966年1月—），汉族，河南省上蔡县人，中华人民共和国政治人物。

## 生平
1966年1月，张树营出生在河南省上蔡县。1981年，张树营进入驻马店卫生学校学习，1984年毕业后留校担任办公室秘书、团委书记，1986年4月加入中国共产党。1988年6月转入中共驻马店地委老干部局工作，1993年8月出任办公室副主任，1994年10月升任办公室主任。1999年5月，张树营转任共青团驻马店地区（驻马店市）委员会副书记。2001年11月，张树营调任中共正阳县委常委、宣传部长。2005年3月转任中共新蔡县委副书记、纪委书记。2006年5月转任中共西平县委副书记。2008年11月转任中共汝南县委副书记。2010年4月，张树营出任中共泌阳县委副书记，2012年7月兼任县人民政府县长。2015年12月，张树营升任中共泌阳县委书记。2021年11月，张树营出任平顶山市人民政府副市长人选，次月正式出任副市长。2023年1月，张树营出任驻马店市政协副主席。

### 落马
2024年5月21日，张树营涉嫌“严重违纪违法”，主动投案，接受河南省纪委监委纪律审查和监察调查。张树营是第三位被调查的沁阳县县长和书记，他的前任高万象和任谢凤鸣分别在2022年2月和2023年3月落马。